# Torpig
Torpig (также известен как Sinowal, Anserin и Mebroot) — троянская программа и ботнет, сделанный с целью кражи личных данных, таких как данные банковской карты, пароли и др. Был создан в 2005 году. За всё время с помощью этой программы было украдено около 500 000 данных банковских счетов. За 10-дневный период она смогла украсть данные 8310 аккаунтов. Torpig был описан как «одна из самых когда-либо созданных совершенных криминальных программ». Что примечательно, ни один русский аккаунт не был заражён этим вирусом.
В 2009 году группа исследователей безопасности из Калифорнийского университета в Санта-Барбаре установили контроль над ботнетом на 10 дней. За это время они смогли извлечь около 70 гигабайт украденных данных и удалить их с ботнета.

## Схема работы Torpig
Заражение Torpig может происходить разными способами, в первую очередь он распространяется через электронную почту и с помощью вредоносного ПО Mebroot, которое помогало Torpig распространяться. Более поздние его версии распространялись через сайты с вредоносными рекламными баннерами. Torpig способен заражать только пользователей со старой версией программного обеспечения Adobe. Для установки в главную загрузочную запись троян перезагружает компьютер. После заражения он связывается с серверами ботнета и скрывает свои файлы, что делает его менее обнаружимым для антивирусного ПО. Каждые 20 минут он обращается к своим серверам для выкладывания украденной информации.